# Aaron Gate
Aaron Gate (Auckland, 26 de noviembre de 1990) es un deportista neozelandés que compite en ciclismo en las modalidades de pista, especialista en las pruebas de persecución por equipos y ómnium, y ruta.
Participó en cuatro Juegos Olímpicos de Verano, obteniendo una medalla de bronce en Londres 2012, en la prueba de persecución por equipos (junto con Sam Bewley, Marc Ryan y Jesse Sergent), el cuarto lugar en Río de Janeiro 2016 (persecución por equipos), el cuarto en Tokio 2020 (persecución por equipos), y en París 2024 quedó cuarto en madison y quinto en persecución por equipos y ómnium.
Ganó once medallas en el Campeonato Mundial de Ciclismo en Pista entre los años 2012 y 2023.
Fue el abanderado de Nueva Zelanda en la ceremonia de apertura de los Juegos Olímpicos de París 2024 junto con la regatista Joanna Aleh.

## Medallero internacional
| Juegos Olímpicos   | Juegos Olímpicos        | Juegos Olímpicos  | Juegos Olímpicos        |
| Año                | Lugar                   | Medalla           | Competición             |
| ------------------ | ----------------------- | ----------------- | ----------------------- |
| 2012               | Londres (Reino Unido)   | Medalla de bronce | Persecución por equipos |
| Campeonato Mundial |                         |                   |                         |
| Año                | Lugar                   | Medalla           | Competición             |
| 2012               | Melbourne (Australia)   | Medalla de bronce | Persecución por equipos |
| 2013               | Minsk (Bielorrusia)     | Medalla de oro    | Ómnium                  |
| 2014               | Cali (Colombia)         | Medalla de bronce | Persecución por equipos |
| 2017               | Hong Kong (China)       | Medalla de plata  | Ómnium                  |
| 2020               | Berlín (Alemania)       | Medalla de plata  | Persecución por equipos |
| 2020               | Berlín (Alemania)       | Medalla de plata  | Madison                 |
| 2021               | Roubaix (Francia)       | Medalla de plata  | Ómnium                  |
| 2022               | Saint-Quentin (Francia) | Medalla de bronce | Ómnium                  |
| 2023               | Glasgow (Reino Unido)   | Medalla de oro    | Puntuación              |
| 2023               | Glasgow (Reino Unido)   | Medalla de bronce | Persecución por equipos |
| 2023               | Glasgow (Reino Unido)   | Medalla de bronce | Madison                 |

## Palmarés

### Pista
2009
- 3.º en el Campeonato Oceánico en Madison
- 2.º en el Campeonato Oceánico en Persecución por equipos

2010
- 3.º en el Campeonato Oceánico en Ómnium
- 2.º en el Campeonato Oceánico en Madison
- 2.º en el Campeonato Oceánico en Persecución por equipos

2011
- Campeonato Oceánico en Persecución por equipos
- 2.º en el Campeonato Oceánico en Puntuación

2012
- 3.º en los Juegos Olímpicos – persecución por equipos (con Sam Bewley, Marc Ryan y Jesse Sergent)
- 3.º Campeonato del Mundo en Persecución por equipos (con Sam Bewley, Westley Gough y Marc Ryan)
- Campeonato de Nueva Zelanda en scratch

2013
- Campeonato del Mundo en Ómnium
- Campeonato Oceánico en Persecución por equipos
- 2.º en el Campeonato Oceánico en Ómnium
- 3.º en el Campeonato Oceánico en Madison
- Campeonato de Nueva Zelanda en Madison
- Campeonato de Nueva Zelanda en Puntuación
- Campeonato de Nueva Zelanda en Persecución
- Campeonato de Nueva Zelanda en scratch

2014
- Campeonato Oceánico en Puntuación
- 3.º Campeonato del Mundo en Persecución por equipos (con Pieter Bulling, Dylan Kennett y Marc Ryan)
- 3.º en los Juegos de la Mancomunidad en Puntuación
- 3.º en el Campeonato Oceánico en Ómnium
- 2.º en el Campeonato Oceánico en Persecución por equipos

2015
- Campeonato Oceánico en Puntuación
- Campeonato Oceánico en Persecución por equipos
- 2.º en el Campeonato Oceánico en Ómnium
- Campeonato de Nueva Zelanda en Ómnium

2016
- Campeonato Oceánico en Ómnium
- 2.º en el Campeonato Oceánico en Puntuación
- Campeonato de Nueva Zelanda en Puntuación

2017
- 2.º en el Campeonato del Mundo en Ómnium

2020
- 2.º en el Campeonato del Mundo en Madison
- 2.º Campeonato del Mundo en Persecución por equipos (con Campbell Stewart, Corbin Strong y Jordan Kerby)
- Campeonato de Nueva Zelanda en Ómnium
- Campeonato de Nueva Zelanda en Madison
- Campeonato de Nueva Zelanda en Persecución

2021
- 2.º en el Campeonato del Mundo en Ómnium
- Campeonato de Nueva Zelanda en Puntuación
- Campeonato de Nueva Zelanda en Persecución

2022
- 3.º en el Campeonato del Mundo en Ómnium
- Campeón de los Juegos de la Mancomunidad en Puntuación
- Campeón de los Juegos de la Mancomunidad en persecución
- Campeón de los Juegos de la Mancomunidad en persecución por equipos (con Campbell Stewart, Thomas Sexton y Jordan Kerby)
- Campeonato Oceánico en Persecución
- Campeonato Oceánico en Ómnium
- Campeonato Oceánico en Scratch
- Campeonato Oceánico en Puntuación
- 2.º en el Campeonato Oceánico en Madison

2023
- Campeonato del Mundo en Puntuación
- 3.º Campeonato del Mundo en Persecución por equipos (con Campbell Stewart, Thomas Sexton y Nick Kergozou)
- 3.º en el Campeonato del Mundo en Madison

2024
- Campeonato Oceánico en Persecución
- Campeonato Oceánico en Eliminación
- Campeonato Oceánico en Ómnium
- Campeonato Oceánico en Madison
- Campeonato Oceánico en Puntuación
- Campeonato de Nueva Zelanda en Persecución por equipos

### Ruta
| 2012 - 1 etapa de la New Zealand Cycle Classic 2015 - 2 etapas del An Post Rás 2016 - 1 etapa del An Post Rás 2019 - New Zealand Cycle Classic, más 1 etapa - 1 etapa de la Belgrado-Bania Luka 2020 - 1 etapa de la New Zealand Cycle Classic - Tour de Southland, más 3 etapas 2021 - Gravel and Tar Classic - Campeonato de Nueva Zelanda Contrarreloj 2022 - Campeonato Oceánico Contrarreloj - Tour de Grecia, más 1 etapa - 1 etapa del Tour de Luxemburgo | 2023 - Campeonato de Nueva Zelanda Contrarreloj - 1 etapa del Tour de Grecia 2024 - New Zealand Cycle Classic, más 4 etapas - 2.º en el Campeonato de Nueva Zelanda Contrarreloj - Campeonato de Nueva Zelanda en Ruta - 3.º en el Campeonato Oceánico en Ruta - Campeonato Oceánico Contrarreloj - Trans-Himalaya Cycling Race - Tour de Hainan, más 2 etapas 2025 - 2.º en el Campeonato de Nueva Zelanda Contrarreloj - 1 etapa del Tour de Hainan - Boucles de la Mayenne, más 1 etapa |

## Resultados en Grandes Vueltas
Durante su carrera deportiva ha conseguido los siguientes puestos en las Grandes Vueltas. 
| Carrera | Carrera         | 2013 | 2014 | 2015 | 2016 | 2017  | 2018 | 2019 | 2020 | 2021 | 2022 | 2023 | 2024 | 2025 |
| ------- | --------------- | ---- | ---- | ---- | ---- | ----- | ---- | ---- | ---- | ---- | ---- | ---- | ---- | ---- |
|         | Giro de Italia  | —    | —    | —    | —    | —     | —    | —    | —    | —    | —    | —    | —    | —    |
|         | Tour de Francia | —    | —    | —    | —    | —     | —    | —    | —    | —    | —    | —    | —    | —    |
|         | Vuelta a España | —    | —    | —    | —    | 140.º | —    | —    | —    | —    | —    | —    | —    | —    |

| —: No participó |

## Equipos
- An Post-ChainReaction (2013-2016)
- Aqua Blue Sport (2017-2018)
- EvoPro Racing (2019)
- Blake Spoke (2020-2023)
  - Blake Spoke Pro Cycling Academy (2020-2021)
  - Bolton Equities Black Spoke Pro Cycling (2022)
  - Bolton Equities Black Spoke (2023)
- Burgos-BH (2024)
- XDS Astana Team (2025-)